# NGC 2461
NGC 2461 is een ster in het sterrenbeeld Lynx. Hij werd op 20 februari 1851 ontdekt door de Ierse astronoom William Parsons.